# Дошка оголошень

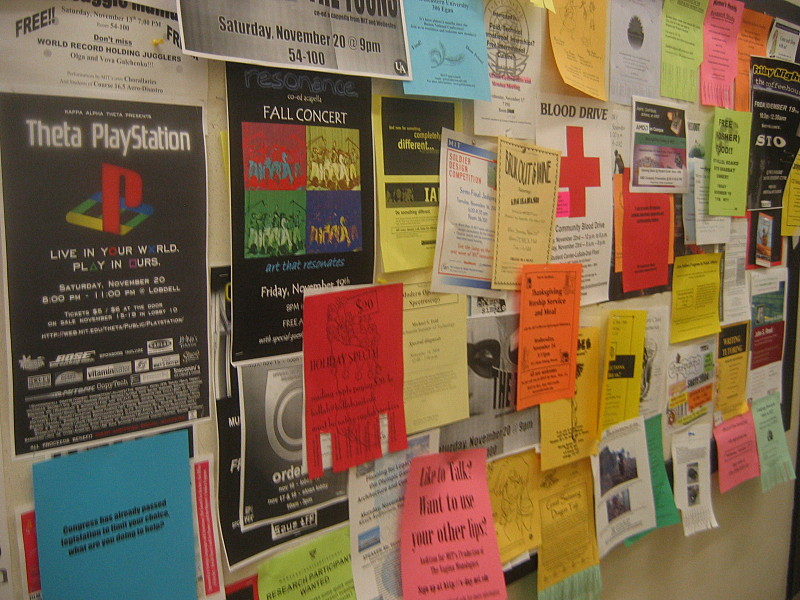
Переповнена дошка оголошень в «нескінченному коридорі» MIT, 2004.

Дошка оголошень (англ. bulletin board) — місце, де залишають публічні оголошення. Як правило, оголошення прикріплюються скотчем, канцелярськими кнопками, шпильками або за допомогою клею. На дошках (стендах) для оголошень розміщуються накази керівництва, а також оголошення студентів, співробітників або відвідувачів (залежно від місця розташування). Оголошення можуть запрошувати на збори, повідомляти про втрачені та знайдені речі.
Дошки для оголошень особливо поширені в університетах, де вони служать важливим засобом комунікації між студентами та викладачами. На дошках оголошень вивішуються запрошення на спецкурси та семінари, студентські заходи.
Також, існують тематичні дошки оголошень. У Радянському Союзі були поширені загальні дошки оголошень у населених пунктах на відкритих місцях з частим скупченням людей [джерело не вказане 4250 днів].